# 帝国大学農科大学実科
帝国大学農科大学実科（ていこくだいがくのうかだいがくじっか）は、帝国大学農科大学に設置された旧制専門学校程度の付設的な教育課程で、東北帝国大学農科大学と東京帝国大学農科大学に設置された。

## 東北帝国大学農科大学実科
1907年（明治40年）、札幌農学校が東北帝国大学農科大学に改組される際に設置。予科教授には有島武郎なども就任していた。

## 東京帝国大学農科大学実科
1898年（明治31年）、もともとあった帝国大学農科大学乙科を改正し旧乙科のカリキュラムを変更した実科を設置した。廃止当時、乙科には各学科を合わせて200名近い生徒が在籍していた。その一方で本科の方は大正期までは1学科で2名ないし3名程度で、特に農芸化学科や獣医学科には志願者がいない時期や退学などで在籍者が居ないという時期が多々あったという。このため乙科も実科も当時の帝国大学、東京帝国大学における本科の付設的な教育課程・機関にしないで甲乙区分せず教師陣も実習実験なども共通で教育に当たっていた他、講義科目もそのほとんどは共通履修にしていたという。
このため、こうした実科の学科課程変更はすでにこの時期乙科卒業生からの懸案であった。事実実科卒業生に対する需要においても以前とは様変わりし、農務系の官公庁や団体での農務従事者や指導者といった方面に就職する者が多くなり、こうしたことから乙科では、乙科という名称の変更、また授業科目の内容の充実から、カリキュラムの大部分を実習にしていることの不満などがあった。このため､これまで入学を許可するのに田畑所有者またはその師弟という条件を課した対象者は入学者の半数に減らしていく。また進級と採点に際しても、本科同様に学科目ごとの点数を重視するようにした。それまで乙科では科目ごとの採点結果で進級を決定せず、全科目トータルで及落を決定していた。さらに講義内容も新しく気象学と地質学を加えたほかに学科の時間を増やした。
1912年（明治45年）に至り実科の入学資格の範囲を拡大、甲種農学校の卒業者も対象とした。
1919年（大正8年）から、農科大学も学部制をとり東京帝国大学農科大学を東京帝国大学農学部と改めた。実科は存続させ、東京帝国大学農学部実科となる。
1920年（大正9年）、駒場交友会を結成。駒場交友会の発足に伴い､講農会がこれに併合された｡文部省内で実科廃止説の風評が起き、実科の独立を内外に訴えた｡こうした中で､実科を本科と切り離しそれを独立させたいという気運が､実科生とその卒業生の間で次第に醸成されていた｡
1935年現在の府中に移転・東京高等農林学校開講。東京帝国大学から独立する。
1944年には東京農林専門学校へ改称。
1949年に新学制が施行されると東京農工大学の農学部となる。

## 参考
- 東京農工大学百年の歩み、東京農工大学創立記念事業会、1981年
- 駒場八十年の歩み、東京教育学部農学部、1978年
- 東京農工大学附属図書館年表1・農学系